# Yaltah Menuhin
Yaltah Menuhin   (San Francisco, 7 d'octubre de 1921 - Londres, 9 de juny de 2001) va ser una pianista, artista i poetessa britànica d'origen nord-americà.

## Adolescència
Yaltah va néixer a San Francisco, la més petita de tres nens dotats extraordinàriament per la música. Els seus germans eren Yehudi i Hephzibah. A través del seu pare Moshe Menuhin, un antic estudiant rabínic i escriptor antisionista, Menuhin descendia d'una distingida dinastia rabínica. Yaltah va rebre el nom de la seva mare, Marutha, ciutat natal de Yalta a Crimea. Als tres anys, va passar a formar part del rigorós règim que ja s'imposava als seus germans: la família va emprar tutors per als nens i Yaltah va tenir les primeres lliçons de piano de la dona del tutor en harmonia i contrapunt. El 1960 es va casar (tercer matrimoni) amb un pianista nord-americà Joel Ryce que es va tornar a formar més tard com a psicoterapeuta. Joel va morir el 1998.
Va ser portada a París als quatre anys quan Yehudi i Hephzibah van anar a estudiar allà. Marcel Ciampi, compromès a ensenyar Hephzibah, es va negar inicialment a entretenir-se en ensenyar a Ialta a una edat tan jove. No obstant això, Yaltah el va impressionar tant amb la seva interpretació espontània del Kinderszenen de Schumann que va remarcar: "L'úter de la senyora Menuhin és un veritable jardí d'hivern" i va acceptar acceptar-la també. Que prengués classes de piano no volia dir que els seus pares la consideressin capaç de fer una carrera musical, ni tampoc Hephzibah, perquè la mare de Yaltah, en particular, s'oposava fermament a la idea que les seves filles seguirien els passos de Yehudi. A part de Ciampi, va estudiar amb Rudolf Serkin a Basilea, Armando Silvestri a Roma i Carl Friedberg a Nova York.

## Carrera
Una de les primeres aparicions orquestrals de Yaltah va ser amb Pierre Monteux i lOrquestra Simfònica de San Francisco, interpretant el concert "Emperador" de Beethoven. Al llarg dels anys, Yaltah va interpretar un ampli repertori. Va tenir un paper fonamental en la carrera de nombrosos joves compositors, sobretot durant la seva estada a Los Angeles als anys cinquanta. Tenia un gran amor per la música de cambra i interpretava la literatura sonata del violí, la viola i el violoncel, així com obres per a grups més grans. Yaltah va fer moltes primeres representacions d'obres d'Erich Zeisl, George Antheil, Ernst Krenek, Frank Martin, Louis Gruenberg, Mario Castelnuovo-Tedesco i Walter Piston. Va gravar a les companyies "Everest, EMI, Deutsche Grammophon Gesellschaft, SPA, Music Library i EMI-World Record Club".
Les gires de Yaltah la van portar des d'Alaska a Nova Zelanda; de Texas a Suïssa. Va aparèixer en recitals de duo amb els violoncel·listes Gábor Rejtő, George Neikrug, Guy Fallot i Felix Schmidt; el violinista Israel Baker; els violistes Michael Mann i Paul Doktor, i amb Joel Ryce en duo-piano amb qui actuava regularment en recitals, en concerts dobles i en especials televisius a París, Londres i Nova York. Es va casar amb Ryce el 1960 i el seu matrimoni de 40 anys va ser feliç. El duet Menuhin-Ryce va guanyar el cobejat Premi Internacional de Música Harriet Cohen el 1962, en un programa dedicat en gran part a obres de Schubert a quatre mans. El 1966, van interpretar el Mozart Double Piano Concerto sota la batuta de Yehudi Menuhin a Gstaad i altres llocs d'Europa. Yaltah i Joel Ryce van ser solistes a El carnaval dels animals de Saint-Saëns per a la BBC. El 1967, Yaltah i Joel van gravar tot el repertori de duets de Mozart a Amèrica per a "Everest Records", la primera vegada que ho van fer un equip d'artistes.
Yaltah va actuar regularment com a solista i com a intèrpret de cambra. El 1951 va debutar conjuntament a Nova York amb el violinista Israel Baker. Poc abans de l'esclat de la Segona Guerra Mundial, es va inscriure a la "Juilliard School of Music" de Nova York amb el nom assumit de "Kate Davis". Ningú no va reconèixer aquesta pianista, fins i tot quan va demostrar ser tan talentosa que va ser la responsable d'ensenyar a altres estudiants.
Entre els aspectes més destacats de la carrera de Yaltah hi ha una actuació per a la reina Isabel II al castell de Windsor el 1973, quan interpretava el Notturno amb Yehudi de Schubert i Ross Pople; el Concert de piano doble Mozart amb Hephzibah per a les celebracions del centenari de Willa Cather a Amèrica i un recital amb Joel al "Queen Elizabeth Hall", Londres, quan van tocar la Sonata de Bartók per a dos pianos i percussió. Les seves actuacions benèfiques incloïen vetllades per a la Creu Roja Britànica; l'Organització de Formació en Rehabilitació (ORT), Ginebra; la Fundació Goulston, Londres; Presó de Pentonville i per als Amics de la Rosa, Ginebra. Entre els seus favorits enregistrats s'inclouen l'enregistrament familiar del triple concert de Mozart (Yaltah, Hephzibah i Jeremy al piano, amb la direcció de Yehudi) i els duets de Mozart a quatre mans amb Joel.
Yaltah va ser cofundadora el 1965 (amb Stefan Askenase i Johannes Wasmuth) i director de "Arts and Music", un projecte social internacional sense ànim de lucre en benefici dels joves artistes i de les arts en general. Marcel Marceau i Oskar Kokoschka van ser un dels seus més ferms partidaris. "Arts and Music", encara actiu fins avui, estava allotjada a una antiga estació de ferrocarril a Rolandseck, prop de Bonn. Va tenir un gran interès per les orquestres juvenils i va actuar amb freqüència amb la "Brighton Youth Orchestra", també realitzant gires a Gal·les amb Aelodau'r Gerddorfa, l'Orquestra Juvenil de Gal·les.

## Estil de vida, mort i llegat
Lingüista dotada, Yaltah escrivia un poema cada dia de l'any en un dels sis idiomes. El 1939 es va publicar en privat una antologia de la seva poesia, titulada Malgré L'Espace. Actualment, l'antologia està a càrrec del "Harry Ransom Humanities Research Center" de la Universitat de Texas a Austin.
Yaltah va morir a casa seva a Londres el juny de 2001, pocs dies després de donar el seu recital final a l'"Orwell Park School", Suffolk, de la qual era patrona honorària. Jonathan Benthall, escriptor de "The Guardian", va descriure Yaltah com "un original decidit, incansable a l'hora d'alimentar, reconfortar, curar i assessorar". Yehudi Menuhin va escriure sobre ella en la seva autobiografia que "recollia els fruits amb bondat i gratitud que la vida li hagi negat d'una altra manera".

## Fons commemoratiu
Un fons commemoratiu en nom de Yaltah és administrat i administrat per Iain i Charlotte Phillips. Als Països Baixos, l'objectiu principal del fons és ajudar a desenvolupar el talent de joves pianistes que ja han demostrat la seva excel·lent capacitat musical i la seva promesa en la pràctica del seu art, mitjançant premis i beques. La distingida pianista francesa, Cécile Ousset, és patrona honorària del "Fons Memorial Yaltah Menuhin". Com a part d'un paquet de premis renovat per al Concurs Internacional de Piano de Leeds, el premi Yaltah Menuhin es va convertir en una característica permanent de "The Leeds" el 2018, presentat al pianista que demostra les millors qualitats col·laborat ives i empàtiques en la interpretació de cambra de la semifinal.
Alguns dels guardonats amb el premi Yaltah Menuhin són:
- Mario Häring
- Lezanti van Sittert
- Roelof Temmingh
- Kensuke Kawajiri
- Sulayman Human
- Eben Wagenstroom
- Melissa Tu